# Lee Sung-keun
Lee Sung-keun 이성근 (né en 1954) est un artiste sud-coréen.
Ses œuvres ont été exposées lors de l'exposition Korea Now au Musée des Arts Décoratifs à Paris,.
Il a fait ses études à l'Université Hongik. À la suite de son diplôme, il commença à enseigner les Beaux-Arts dans cet établissement, poste qu'il occupe jusqu'à ce jour (2016), parallèlement à activités de création, ainsi que son travail de consultant au musée National d'Art Moderne et Contemporain en Corée.

## Œuvres
Sa création emblématique de l'ensemble de sa production, Human + Light + Love, est un assemblage de pièces de silicone et de fils métalliques, suspendu comme des nuages flottants. Ce fut l'œuvre centrale de l'exposition collective Korea now! au Musée des arts décoratifs de Paris dans le cadre de l'année France-Corée.

## Expositions monographiques
- 2015/ Henry Beguelin installation (Human+Love+Light) (Henry Beguelin, Seoul)
- 2013/ Mother & Child (Human+Love+Light) (Old Tabbaco Processing Plant, Chungju)
- 2011/ Metal art installation (GT tower, Seoul)
- 2010/ Human+Nature+Light (Tornabuoni arte, Milano)
- 2009/ Human+Love+Light (Triennale Museum, Milano) 2009/ Human+Love+Nature (Hannover Messe, Hannover)
- 2008/ Human+Love+Light (LIH, seoul)
- 2008/ Human+Love+Light (Scola Gallery, Shanghai)
- 2008/ Human+Love+Light (T Gallery, Seoul)
- 2007/ Human+Love+Light (Euro Gallery, Seoul)
- 2007/ Human+Love+Nature (Mayo) (Korean Cultural Center, Beijing) 2006/ Human+Love+Light (L'ambassade coréen, Pékin) 2006/ Human+Nature+Light (Gallery Artside, Seoul)
- 2006/ Human+Love+Light (space HaaM, Seoul)
- 2005/ Human+Love+Light (Space GAYA, Milano)
- 2004/ Human+Nature+Light (Euro Gallery, Seoul)
- 2003/ Human+Nature+Love (Baeksang Memorial Hall, Seoul)
- 2002/ Human+Love+Light (Baeksang Memorial Hall, Seoul)
- 2001/ Human+Nature+Love (Villa Romana Art Center, Florence)
- 2001/ Human+Love+Light (Baeksang Memorial Hall, Seoul)
- 2000/ God+Human+Love+Light (Baeksang Memorial Hall, Seoul) 2000/ God+Nature+Love+Light (Gibo Art Center, Rece) 1999/ Human+Love+Light (Centro D’Arte La Loggia, Florence) 1997/ God+Human+Nature+Love (Hoam Art Hall, Seoul) 1997/ God+Human+Nature+Love (Hoam Art Hall, Seoul)
- 1996/ the 7th solo exhibition (Yeroo Gallery, Jeonjoo)
- 1996/ the 6th solo exhibition (Posco Art Museum, Seoul)
- 1991/ the 3 rd solo exhibition (Roho Gallery, Berlin)
- 1989/ the 2d solo exhibition (Total Art Gallery, Toronto)
- 1988/ the 1st solo exhibition (Park, RyuSook Gallery, Seoul)